# Gertrude Baniszewski
Compléments
Accusée puis condamnée pour meurtre au premier degré. Emprisonnée à vie sans possibilité de libération, elle est finalement libérée au bout de 20ans de prison.
Gertrude Nadine Baniszewski (19 septembre 1929 – 16 juin 1990), également connue sous le nom de Gertrude Wright et Nadine Van Fossan, est une femme divorcée de l'Indiana, qui, avec l'aide de ses enfants et d'enfants du voisinage, tortura, mutila et tua en 1965 Sylvia Likens, une adolescente dont elle avait la charge.
Elle fut inculpée puis reconnue coupable de meurtre au premier degré en 1966. Le cas - « le crime le plus horrible perpétré contre une personne dans toute l'histoire de l'Indiana » - a inspiré deux films sortis en 2007 : The Girl Next Door et An American Crime.

## Avant l'arrivée des enfants Likens
On sait peu de choses de Gertrude Baniszewski.
Son père meurt d'une crise cardiaque devant ses yeux lorsqu'elle est âgée de 11 ans. Troisième d'une famille de six enfants avec une mère désormais veuve, elle quitte l'école à 16 ans et prend un emploi de vendeuse dans une pharmacie. Elle épouse en 1945 à 16 ans John Baniszewski Sr., un policier de banlieue de deux ans son aîné. Ils divorcent après 10 ans de mariage et quatre enfants, John Baniszewski Sr. quittant ensuite son poste et l'État d'Indiana. Gertrude Baniszewski se remarie, mais divorce à nouveau trois mois plus tard. Elle retourne dans l'Indiana avec ses enfants et se réinstalle avec son premier mari, avec lequel elle se remarie et donne le jour à trois enfants supplémentaires. Ils divorcent de nouveau en 1963.
Elle se met en ménage avec un jeune homme, Denny Lee Wright, avec lequel elle aura un fils. Peu après, ce dernier quitte le domicile conjugal. Vraisemblablement battue par au moins un de ses compagnons, elle a une santé relativement fragile. Elle est sujette à l'asthme et de tension nerveuse. Sa santé se dégrade après la naissance de sa fille Stéphanie : petite et maigre, elle parait avoir 10 ans, alors qu'elle en a 37.
Elle rencontre les Likens par hasard, alors qu'ils discutent avec ses enfants. Apprenant que la famille a des difficultés à trouver un logement en raison de leur activité professionnelle de forains, elle propose de prendre en charge deux des filles des Likens : Sylvia et Jenny, pour 20 $ par semaine. Un peu désemparé devant la détresse de son épouse qui vient de sortir de prison et ne pouvant confier ses filles à sa mère, qui est débordée, Lester Likens - le père - accepte le marché, sans visiter la maison, ni se méfier.

## La maison de l'horreur
Après le décès de Sylvia Likens, les journalistes baptisèrent la maison Baniszewski « House of Evil ».

### Les sévices
Une semaine après l'arrivée de Sylvia et Jenny, Gertrude Baniszewski les pousse dans l'escalier et les frappe. Elle leur assène « OK donc là, je prends soin de deux chiennes depuis une semaine pour rien ! ». Le lendemain, elle reçoit le paiement de la pension du père des sœurs Likens. Les parents viennent leur rendre visite quelques jours plus tard et donnent encore 20 $ pour leur séjour. Les sœurs Likens semblent avoir eu trop peur pour oser se plaindre à leurs parents. Sylvia fut de nouveau frappée par Gertrude, qui était convaincue que celle-ci gardait pour elle l'argent des consignes des bouteilles.
Les choses empirent au mois d'août. Paula se met à frapper à son tour Sylvia, en plein dans une église et lui casse le poignet. Paula terrorise Sylvia en lui intimant de garder le silence. Gertrude donne une fessée à Sylvia le jour où il manque 10 $ dans son sac et l'accuse de voler dans le drugstore voisin.
Mal nourrie, Sylvia était constamment affamée et si elle trouvait quelque chose à manger, elle était punie. À partir du mois d'août, le manque d'argent dans le foyer fait régner une atmosphère difficile et les sœurs Likens sont battues dès qu'elles mangent, accusées de voler le pain de la bouche des autres enfants. Alors que l'église du quartier organise un souper auquel sont conviées les sœurs Likens, elles sont battues à leur retour. Sylvia reçoit une quinzaine de coups de matraque dans le dos.
Plus tard dans le mois, Sylvia rencontre sa sœur aînée Dianna et cette dernière lui offre un sandwich. Marie Baniszewski l'apprend et le révélera deux mois plus tard à Gertrude, qui s'en servira comme prétexte pour battre encore plus sévèrement Sylvia.
Pour la punir de gloutonnerie, Gertrude organise un tour de table particulier : chacun des enfants mirent différentes épices et condiments (moutarde, ketchup, piments, etc.) sur un hot-dog et elle força Sylvia à le manger. La jeune fille le vomit immédiatement. Parfois, elle privait simplement Sylvia de nourriture en lui ordonnant de manger sa soupe avec les doigts. Chaque chose devint prétexte à des coups : Gertrude était convaincue que Sylvia faisait des bêtises méritant des punitions.
Jenny, qui souffrait d'une paralysie infantile, aussi était battue. Un jour, elle trouva une tennis abandonnée dans la rue. En raison de son infirmité, elle n'avait pas besoin d'une paire et la rapporta à la maison. Gertrude, Paula, Stephanie, Shirley, Marie et Jimmy la passèrent à tabac, en l'accusant d'avoir volé la chaussure.
Dans le milieu du mois d'août, les parents Likens rendirent visite à leurs filles. Ils ne se rendirent compte de rien. Elles ne se plaignirent pas : elles étaient habituées à être battues.
En dehors de la nourriture, Gertrude se servit des confidences que Sylvia lui avait faite sur sa vie amoureuse. Cette dernière avait parlé d'un jeune homme avec lequel elle avait flirté en Californie. En lui posant des questions biaisées, elle fit dire à Sylvia qu'elle avait eu des relations sexuelles avec le jeune homme et qu'elle était enceinte. En réalité, il fut établi que Sylvia n'avait pas compris le sens des questions de Gertrude et l'autopsie attesta qu'elle était vierge. Quelques jours plus tard, Gertrude frappa Sylvia entre les jambes pour la punir. Paula - qui était enceinte d'un homme marié installé dans le Kentucky - jeta une chaise de cuisine sur Sylvia.
Au mois de septembre, Gertrude organisa et encouragea d'autres enfants à battre Sylvia, en raison de sa prétendue légèreté envers les garçons.
Au mois d'octobre, Gertrude retira Sylvia du lycée. Après lui avoir fait avouer un vol de tenue de sport, elle la fouetta avec une ceinture ainsi que Jenny. Elle fit asseoir Sylvia et commença à la sermonner sur les relations sexuelles en dehors du mariage. Elle lui asséna un coup de pied dans le vagin. À l'aide du petit ami de Stephanie - Coy - elle attacha Sylvia et lui brûla les doigts avec une allumette.
Au milieu du mois d'octobre, Sylvia fut obligée de dormir à la cave avec les animaux de la maison.

### Conditions de vie
Sans emploi et sans ressources, la maison Baniszewski a peu à peu sombré dans la misère. Le lait était réservé au bébé de Denny Lee Wright, les autres enfants mangeaient de la soupe, sans cuillère, avec un peu de pain et de margarine. La précarité de la famille a généré des frustrations et de l'envie entre les enfants.
Le manque d'argent a même provoqué la visite de la police locale lorsque la mère de famille n'a pas pu payer le livreur de journaux durant le mois d'août 1965. Comme elle était incapable de payer cette petite dette, la police revient l'arrêter et elle fut condamnée à une amende symbolique. Ce fut sa seule condamnation avant son arrestation en octobre 1965.
L'une des raisons qui motiva la scolarisation de Paula et de Stéphanie fut leur petit boulot à la cafétéria, leur permettant d'avoir au moins un repas chaud par jour, ce qu'elles n'avaient pas à la maison.

### Entourage
Pleine d'enfants et surtout de jeunes filles, la maison est un point d'attraction pour les garçons du voisinage. Ils prennent l'habitude de venir régulièrement et Gertrude, ravie d'avoir l'attention d'adolescents - à défaut d'hommes - fait en sorte de leur être agréable, notamment en faisant jouer son tourne-disques et en dansant devant des adolescents de 14 ans.
Jalouse de la jeunesse de Sylvia, elle la pousse à lui faire des confidences et à lui faire admettre qu'elle a eu des relations sexuelles, sans que celle-ci comprenne réellement ce que cela signifie.

### Réactions du voisinage
Le voisinage proche de la famille Baniszewski était conscient qu'il se passait des choses curieuses, mais n'y a jamais porté plus d'attention que cela. Tout au plus, certains voisins interdirent à leurs enfants d'aller jouer dans la maison en raison de l'atmosphère malsaine qui y régnait.
La congrégation religieuse que fréquentait la famille Baniszweksi était au courant de la violence dont faisant l'objet Sylvia. Paula disait régulièrement aux matrones de la paroisse qu'elle essayait de la tuer.
Sylvia, Paula et Stephanie étaient scolarisées au lycée technique du comté. À partir du 7 octobre 1965, Sylvia ne revint pas au lycée. L'établissement envoya des mots à Gertrude et cette dernière expliqua aux professeurs que Sylvia n'était tout simplement pas intéressée par l'école. En réalité, elle lui avait interdit de s'y rendre de nouveau, indépendamment du fait que Sylvia avait fait l'objet de brimades au lycée. Elle invoqua également le prétendu vol d'une tenue de sport.
Peu de temps avant la mort de Sylvia, Mme Vermillion, nouvellement arrivée dans le quartier, vint prendre un café chez Gertrude. Elle dira durant le procès qu'elle se sentait surtout désolée pour cette mère de famille, débordée par sa trop nombreuse marmaille et à la santé apparemment fragile. Elle précisa que Gertrude s'était vantée devant elle d'avoir molesté Sylvia et que l'œil au beurre au noir de la jeune fille était de son fait, à cause de sa prétendue grossesse.
Mme Duke, la mère d'une des participantes à la brimade publique de Sylvia, ne crut pas sa fille quand cette dernière lui raconta que plusieurs enfants avaient été encouragés à battre Sylvia. Elle crut qu'elle avait affabulé, d'autant plus qu'elle n'avait jamais rien entendu de négatif au sujet de Gertrude ou de sa maison. La majorité des parents des co-accusés du supplice de Sylvia avaient visité la maison et avaient une bonne opinion de Gertrude. Néanmoins, la mère de Mike Monroe, l'un des coaccusés, contacta les services sociaux au sujet de Sylvia.
Le révérend Roy Julian avait également rendu visite à Gertrude, inquiet du poignet cassé de Sylvia par Paula. Après une discussion, il demanda à parler avec Sylvia mais Gertrude refusa et proposa au révérend de discuter avec Jenny à la place. L'échange ne fut pas à l'avantage de Sylvia. Le révérend revint quelques semaines plus tard mais ne put voir Sylvia.
Une assistante sociale, Mme Sanders, rendit visite à Gertrude le 15 octobre 1965. Elle avait reçu un coup de fil anonyme alarmant sur les conditions de vie des enfants, en particulier de Sylvia, qui était couverte de plaies. Gertrude dit que Sylvia était une prostituée, sale, avec une mauvaise influence sur les autres enfants et qu'elle n'était plus dans la maison.
Avant le décès de Sylvia, la police se rendit deux autres fois dans la maison de Gertrude : la première fois en date du 10 septembre 1965 concernait un appel aux services d'urgences pour Marie Baniszewski,  et la seconde fois, le 20 octobre 1965, concernait une tentative de cambriolage qui tourna court pour l'apprenti-voleur.

## L'enquête

### L'autopsie
L'autopsie fut pratiquée par les docteurs Arthur Paul Kebel et Charles R. Ellis.
Le corps est dans un état de rigidité cadavérique avancé, indiquant que Sylvia était morte depuis environ 8 heures au moment de sa découverte. Il avait été récemment baigné, peut-être après sa mort, ce qui explique sa température relativement basse.
Un hématome sur le côté gauche de la tête, au niveau de la tempe. Une dent était manquante. Des marques de brûlures, de coupures et coups ont été trouvés, de même que des brûlures de cigarettes sur tout le corps - environ une centaine - et une brûlure au poignet droit était suffisamment profonde pour laisser entrevoir l'os.
La peau était abîmée, soit par des contacts répétées avec de l'eau soit avec de l'acide.
La malnutrition fut attestée par l'état de la peau, les aspects difformes de certaines parties du corps comme le ventre, lorsque les personnes souffrent de malnutrition, les boursouflures sur certaines régions du corps.
Son vagin était boursouflé et entaillé. Son dos était couvert de marques de coups, de la taille d'une main. À l'exception des boursouflures sur la région pelvienne, il n'y avait pas de traces d'agressions sexuelles, son hymen était intact.
L'examen du crâne a démontré qu'un grand nombre de coups y furent portés, causant une hémorragie interne. La conclusion fut que Sylvia était décédée d'un hématome sous-dural, causé par les coups répétés, la malnutrition et les différents sévices.

## Le procès

### Les inculpés
- Gertrude Baniszewski
- Paula Baniszewski
- Stephanie Baniszewski
- Johnny Baniszewski Jr.
- Richard dit Ricky Hobbs
- Coy Hubbard

### Les témoins
- Jenny Likens
- Lester Likens
- Betty Likens
- Mme Vermuillon
- Le révérend
- L'assistante sociale

### Le ministère public
- Leroy K. New
- Marjorie Wessner

### Les avocats de la défense
- Maître William C. Erbecker : avocat de Gertrude
- Maître George P. Rice Jr. : avocat de Paula
- Maître John R. Hammond : avocat de Stephanie
- Maître Forrest B. Bowman Jr. : avocat de Johnny et de Coy
- Maître James G. Nedeff : avocat de Richard

### Le verdict
Gertrude Baniszewski et sa fille Paula ont été condamnées pour meurtre au premier degré à l'emprisonnement à vie sans possibilité de libération conditionnelle,
John Baniszewski a été condamné malgré son jeune âge (12 ans au moment des faits) et a fait 2 ans de prison.
Coy Hubbard et Richard Hobbs ont également fait deux ans de prison.

## Le rôle de Jenny Likens
Bien que maltraitée par Gertrude, Jenny n'a pas été aussi martyrisée que sa sœur aînée. Dans les minutes du procès, il apparaît clairement que si sa première réaction, devant les mauvais traitements infligés à Sylvia, avait été la passivité, elle a eu un sursaut de conscience peu de temps avant la mort de sa sœur.
Ainsi, lorsque le révérend Julian parla à Jenny lors de sa visite dans la maison Baniszewski, elle lui dit que Sylvia était une menteuse, qui rejoignait les garçons à la nuit tombée et volait le lait destiné au bébé de Gertrude.
Terrifiée par Gertrude, elle ne préviendra personne et elle ne sera "que" témoin au procès, et non accusée. Elle explique que si, objectivement, elle avait pu prévenir ses parents, ses grands-parents, sa sœur aînée Dianna, la police ou des voisins, elle ne l'a pas fait car elle ne voulait pas mourir.

## Les aspects psychiatriques
Lors du procès, un psychiatre a procédé à des entretiens avec la principale accusée du meurtre de Sylvia Likens. Il certifia devant la cour que, plus qu'une personnalité sadique, Gertrude était une personnalité masochiste, qui avait besoin de se punir elle-même et d'être punie. Il ajouta qu'elle n'était absolument pas psychotique mais bien consciente de ce qui était bien et de ce qui était mal. Mais le psychiatre précisa que Gertrude avait probablement été encouragée dans ses actes par tous les enfants qui étaient autour d'elle. Il poursuit en spécifiant que ce déchaînement de violence a eu raison de ses (faibles) barrières psychologiques et qu'elle avait une personnalité passive. Il nia les aspects agressifs qui pouvaient être mis en avant pendant le procès et insista sur le besoin d'être aimée de l'accusée. Par ailleurs, il rejeta tout aspect impulsif.
Pour le psychiatre, Gertrude était pleinement consciente de ces actes mais l'esprit de meute qui a entouré le calvaire de Sylvia l'a entraînée encore plus dans un cycle de violence.
Elle est diagnostiquée névrosée mais non psychotique.

## Le procès en appel
Gertrude et Paula firent appel de leurs condamnations devant la Cour Suprême de l'Indiana. Leur avocat plaida que le jury avait été influencé par le battage médiatique du procès et que des procès séparés pour les mis en cause leur auraient permis de mieux assurer leurs défenses.
Par 4 contre 0, avec une abstention, leurs condamnations furent révisées. Gertrude fut condamnée à la prison à vie mais avec possibilité de libération sur parole.

## La fin de sa vie
En 1984, elle change de nom pour Nadine Van Fossan. Elle est libérée sur parole le 4 décembre de l'année suivante et déménage en Iowa, dans la ville de Laurel. Elle meurt d'un cancer des poumons le 16 juin 1990, à 60 ans.

## Ses enfants

### Paula Baniszewski
Elle est déclarée coupable de meurtre au deuxième degré pour sa participation aux tortures de Sylvia. Elle accouche durant son procès d'une petite fille qu'elle appelle Gertrude. Initialement condamnée à la prison à vie sans possibilité de libération sur parole, elle fait appel de sa condamnation et en 1971, plaide coupable de coups et blessures ayant entrainé la mort. Elle passe deux ans supplémentaires en prison et est libérée sur parole en 1972.
Durant son emprisonnement, elle s'évade du pénitencier : une fois avant la révision de son procès, une fois après.
Elle déménage en Iowa, récupère sa fille et change de nom pour s'appeler Paula Pace. Elle se marie et a d'autres enfants. En 1988, elle s'établit à Conrad et devient assistante pédagogique dans le lycée du comté. Un appel anonyme au shérif du comté de Grundy, révèle qu'elle s'appelle en réalité Paula Baniszewski, qu'elle a un casier judiciaire et qu'elle a été condamnée pour avoir torturé puis tué Sylvia Likens. L'interlocuteur anonyme a précisé qu'il avait trouvé ces informations grâce à un post sur Facebook. La police se met en relation avec le lycée et une enquête est ouverte.
À la suite de ces révélations et après vérification, le conseil de l'établissement suspend puis vote à l'unanimité le renvoi de Paula Baniszewski. Le directeur du lycée expliquera à la presse que la décision a été motivée en raison des fausses allégations de l'assistante pédagogique.
Paula Baniszewski se refusera à tous commentaires dans la presse et peu de temps après, son numéro de téléphone ne fut plus attribué. On perd sa trace à partir d'octobre 2012.

### Stephanie Baniszewski
N'étant ni inculpée ni accusée mais simplement témoin, Stephanie ne fait l'objet d'aucune condamnation. Après le procès, elle déménage dans l'État de New York, change de nom, devient professeur, se marie et a plusieurs enfants.

### Films
- An American Crime (2007)
- The Girl Next Door (2007) (article détaillé sur l'histoire de Sylvia Likens)

### Livres
- The Indiana Torture Slaying - Sylvia Liken's Ordeal and Death by John Dean, 2nd edition, 1999.
- The House of Evil by John Dean
- The Girl Next Door by Jack Ketchum
- The Basement (1979) de Kate Millett (La cave. Méditations sur un sacrifice humain, Stock, 1980)

(en) Cet article est partiellement issu de l'article de Wikipedia en anglais intitulé Gertrude Baniszewski.